# Campanula pangea
Campanula pangea là loài thực vật có hoa trong họ Hoa chuông. Loài này được Hartvig mô tả khoa học đầu tiên năm 1998.